# Bække-stenen 1
Bække-stenen 1 er en runesten fundet i Bække i 1810. Stenen blev taget ud af kirkegårdsdiget og er nu opstillet på en lille høj mellem kirken og vejen. Det er uvist, hvor stenen oprindeligt har stået. Bække 1 står nu 1 km syd for Bække-stenen 2, 6 km nord for Læborg-stenen, og cirka 30 sydvest for Jelling.
Stenen er 164 cm høj, 120 cm bred og 80 cm tyk.

## Indskrift
| Translitteration | rafnuka:tufi : auk : futin : auk : knubli : þaiR : þriR : kaþu : : þuruiaR : hauk : |
| Transskription   | Rafnunga-Tōfi ok Fundinn ok Gnȳpli þæiR þrīR gærðu ÞōrvēaR haug.                    |
| Oversættelse     | Ravnunge-Tue og Fundin og Gnyple, de tre gjorde Thyras høj.                         |

Indskriften er ordnet i bustrofedon og begynder i stenens nederste højre hjørne. Ravnunge-Tue og Thyra nævnes også på Læborg-stenen, og Thyras høj muligvis også på Horne-stenen. Det er overvejende sandsynligt, at der med Thyras Høj menes den nordlige kæmpehøj i Jelling, og det viser sig også ved, at Ravnunge-Tue af Harald Blåtand efterfølgende var engageret som runeristeren til Den Store Jellingsten.
Indskriften har et for vikingetidens runestensindskrifter usædvanligt indhold, idet den ikke er rejst af X til minde om Y, men i stedet omtaler det at gøre høj. Samme usædvanlige indskrift ses på Horne-stenen, hvor Ravnunge-Tue ligeledes omtaler det at gøre høj. Det er uden tvivl den samme Ravnunge-Tue, som har rejst Bække-stenen 2.
| - Bækkestenen 1 - Bækkestenen 1 på sin høj foran Bække Kirke |